# Amazon Echo Show

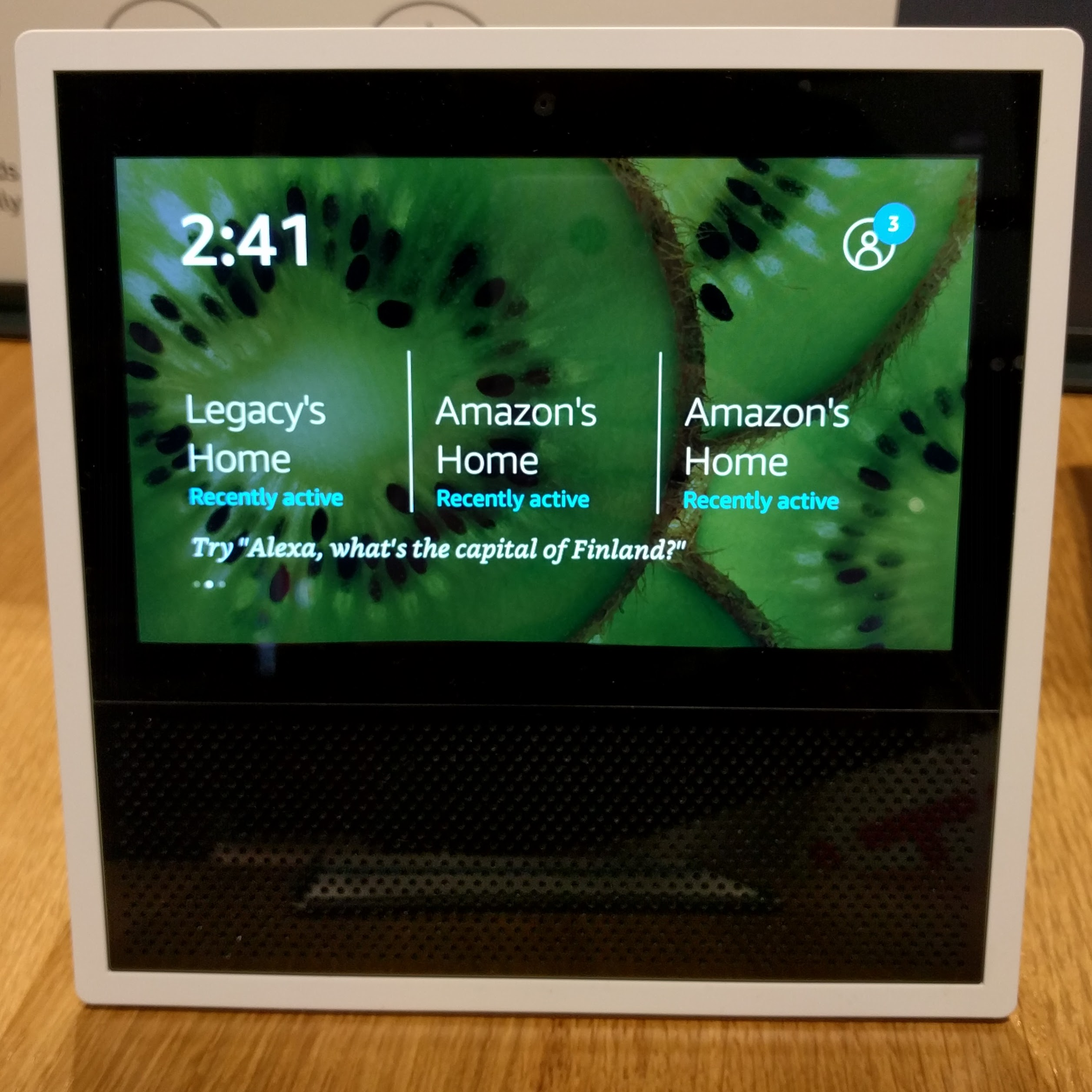
O Amazon Echo Show em branco em exibição em um local da Amazon Books.

Amazon Echo Show é um alto-falante inteligente que faz parte da linha de produtos Amazon Echo, foi anunciado em 9 de maio de 2017 e, lançado nos Estados Unidos em 28 de junho de 2017.  Da mesma maneira que outros dispositivos da família, ele foi projetado em torno da assistente virtual da Amazon a alexa, possui tela touchscreen de 7 polegadas que pode ser usada para exibir informações de acordo com os comandos dados, bem como reproduzir vídeo e realizar chamadas de vídeo com outros usuários do Echo Show. O recurso de chamada de vídeo foi posteriormente expandido para incluir todos os usuários do Skype.
Novas gerações foram reveladas em 2018, junho de 2019 e novembro de 2019; o dispositivo lançado em 2018 apresenta tela de 10 polegadas, alto-falantes melhorados e parte exterior envolvida com malha, já em 2019 o dispositivo lançado possui tela menor, de 5,5 polegadas. Recebeu críticas positivas, com os críticos notando sua melhor qualidade de som em relação ao alto-falante Echo padrão, sua simplicidade e como a tela é usada para complementar a Alexa em vez de atuar como um tablet notmal. Os críticos também observaram que muitas funções da Alexa, proveniente de terceiros não foram atualizadas para utilizar totalmente a tela.